# Saint-Paul-en-Cornillon
Saint-Paul-en-Cornillon is een gemeente in het Franse departement Loire (regio Auvergne-Rhône-Alpes). De plaats maakt deel uit van het arrondissement Saint-Étienne. Saint-Paul-en-Cornillon telde op 1 januari 2022 1.348 inwoners.

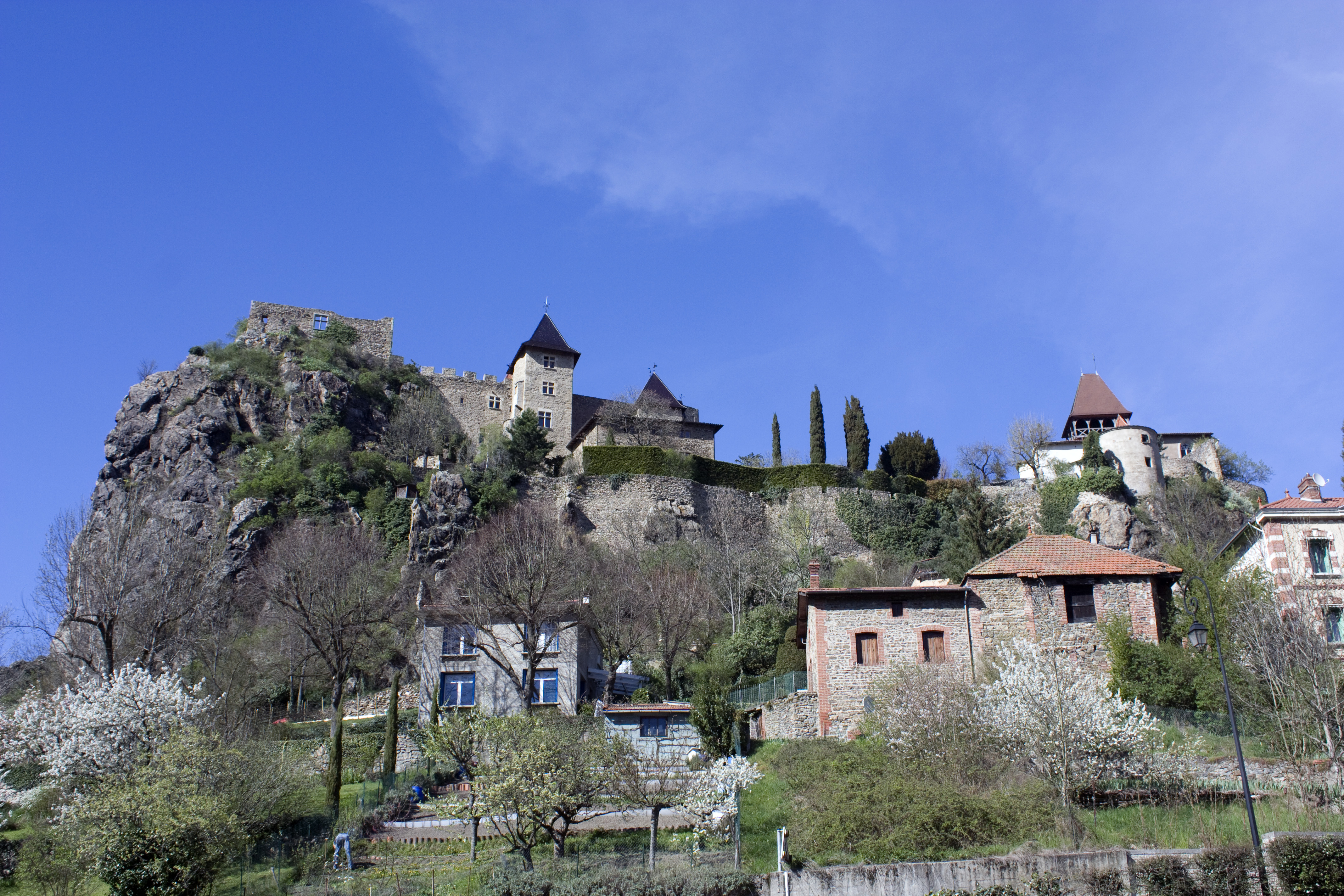
Saint-Paul-en-Cornillon
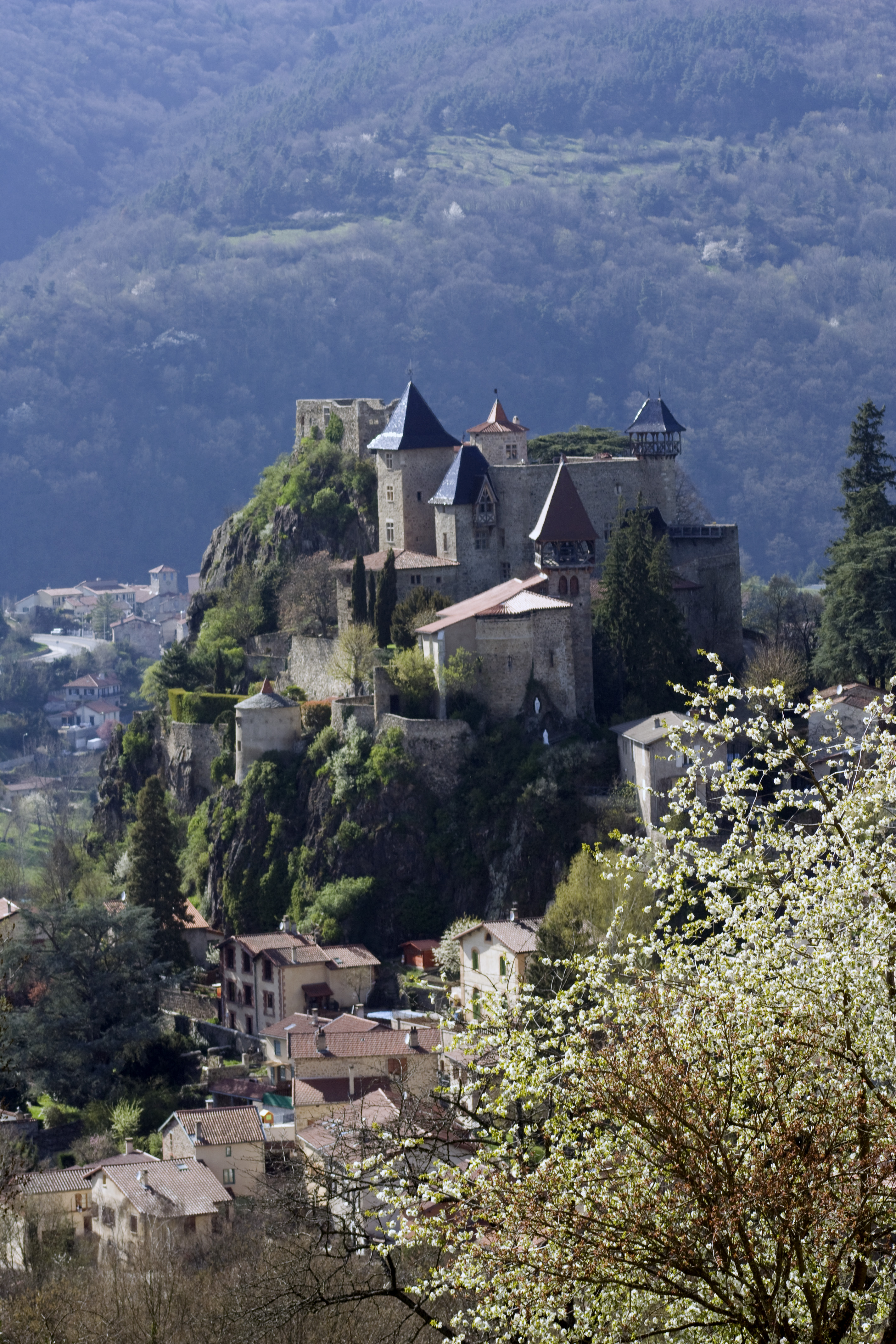
Kasteel van Saint-Paul-en-Cornillon

## Geografie
De oppervlakte van Saint-Paul-en-Cornillon bedroeg op 1 januari 2022 3,72 vierkante kilometer; de bevolkingsdichtheid was toen 362,4 inwoners per km².

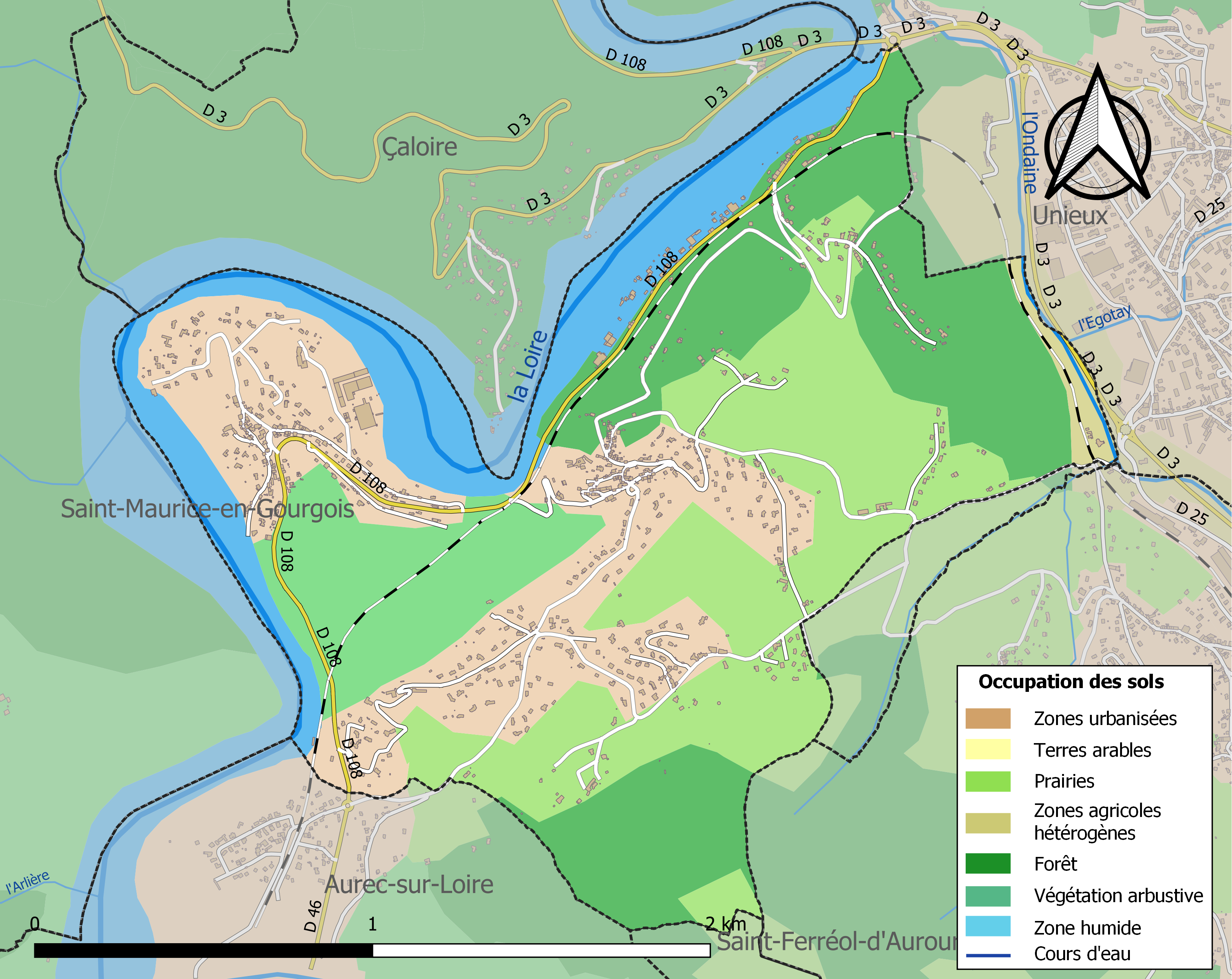
Kaart van de gemeente met de belangrijkste infrastructuur, bodemgebruik en omliggende gemeenten

## Demografie
Onderstaande figuur toont het verloop van het inwonertal (bron: INSEE-tellingen).